# Tramo

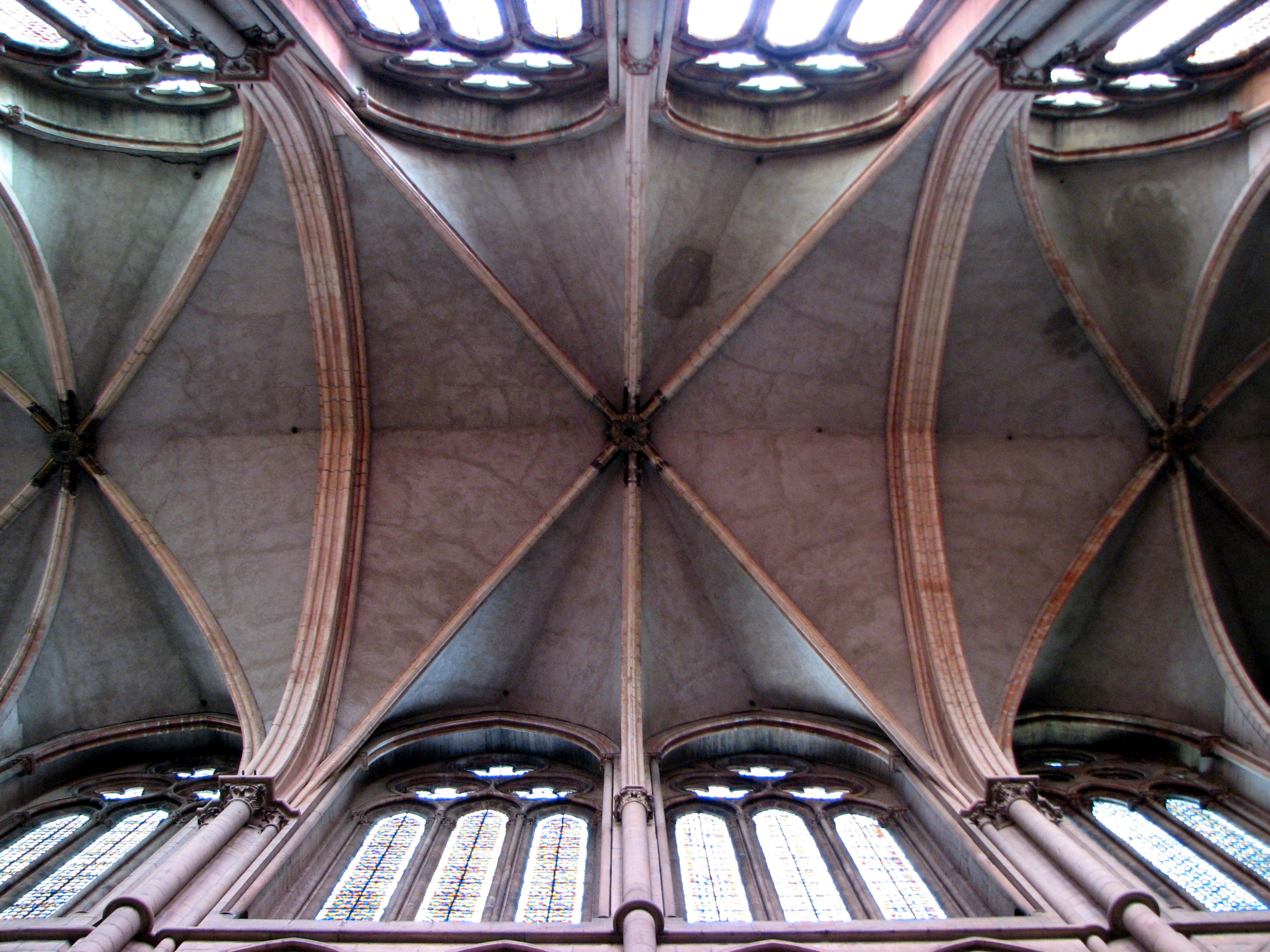
Abóbadas sobre a nave da Cathedral St-Jean, Lyon. Na imagem são visíveis 3 tramos (só o central está visível na sua totalidade).

O tramo é uma unidade rítmica, formada por uma abóbada e seus elementos de descarga de força.
É definido transversalmente por dois arcos torais ou dobrados; longitudinalmente, por dois arcos formeiros, que separam a nave principal das laterais, e por arcos cruzeiros, que formam as arestas ou nervuras da abóbada.